# Astrodictyum
Astrodictyum is een geslacht van slangsterren uit de familie Gorgonocephalidae.

## Soorten
- Astrodictyum panamense (Verrill, 1867)